# ليلى غولدكوهل
ليلى غولدكوهل (بالإنجليزية: Leila Goldkuhl)‏ عارضة أزياء أمريكية، ولدت يوم 30 ديسمبر 1991 بمدينة فرامينغهام بولاية ماساتشوستس الأمريكية. كانت بدايتها مع الشهرة سنة 2012 حين شاركت في الموسم التاسع عشر من البرنامج المسابقات التلفزيوني أمريكان نيكست توب موديل (America's Next Top Model)، عملت كعارضة لأشهر ماركات الأزياء في العالم مثل جيفنتشي ودولتشي أند غابانا وكالفن كلاين.

## روابط خارجية
- ليلى غولدكوهل على موقع IMDb (الإنجليزية)
- ليلى غولدكوهل على موقع قاعدة بيانات الفيلم (الإنجليزية)
- ليلى غولدكوهل في قاعدة بيانات الأفلام على الإنترنت
- ليلى غولدكوهل على موديل.كوم